# Igrzyska nemejskie
Igrzyska nemejskie – jedne z czterech wielkich igrzysk panhelleńskich odbywających się w starożytnej Grecji. 
Początki igrzysk nemejskich sięgają bardzo odległych czasów, lecz w okresie historycznym straciły na znaczeniu. Pierwotnie były to igrzyska pogrzebowe ku czci bóstwa natury Archemora. Inna wersja głosi, że ustanowił je Herakles po pokonaniu lwa nemejskiego – pierwszej ze swoich 12 prac. W późniejszych czasach Dorowie poświęcili te igrzyska Zeusowi. 

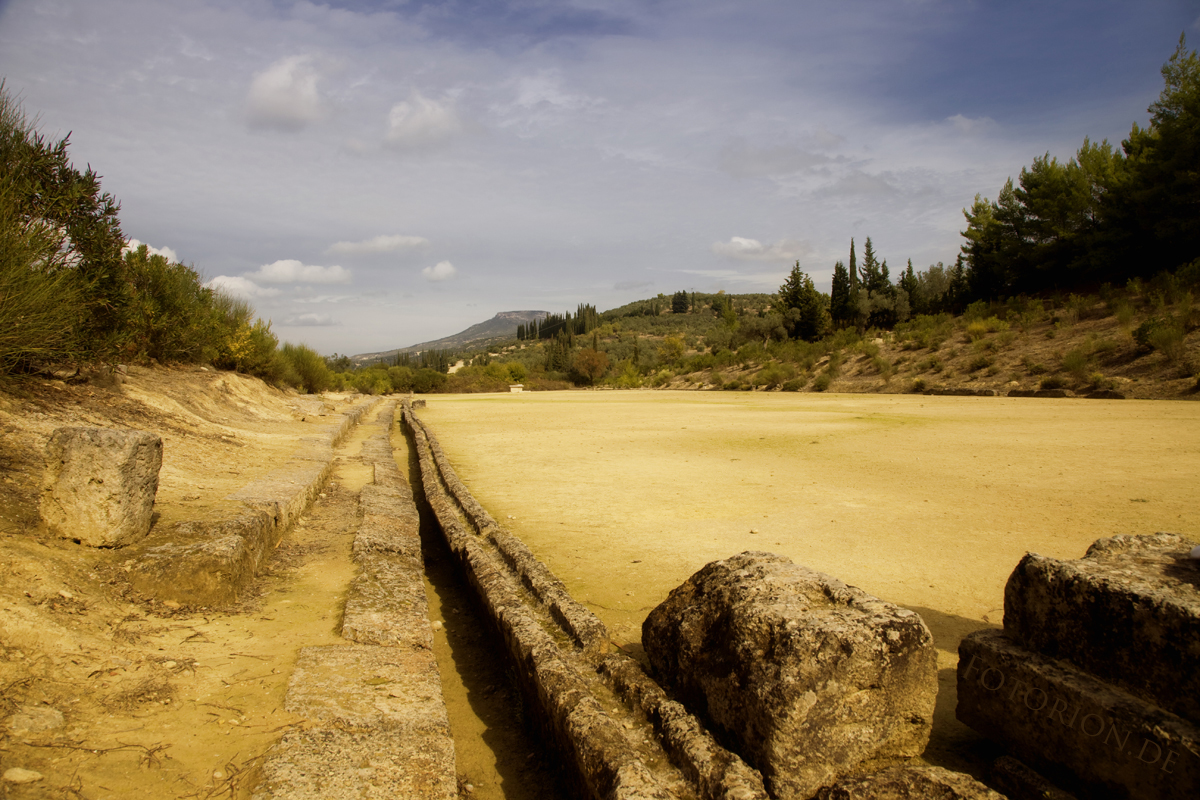
Antyczny stadion w Nemei

Igrzyska nemejskie odbywały się co dwa lata, czyli dwa razy w ciągu każdej olimpiady: w jej pierwszym roku latem, zaś w czwartym roku – zimą. Ich miejscem był teren doliny i  sanktuarium, zwanego Nemeą, w północno-wschodniej części Peloponezu, w rejonie Argos, jednak bliżej miasta Kleonaj.  
Igrzyska nemejskie nabrały znaczenia ogólnogreckiego (panhelleńskiego) w 573 p.n.e., kiedy Argos przejęło ich organizację od Kleonaj i rozbudowało je na wzór igrzysk olimpijskich. W ramach igrzysk odbywały się tam zawody gimnastyczne, wyścigi konne i konkursy gry na kitarze. Zwycięzcy igrzysk nemejskich otrzymywali wieniec z liści dzikiego selera.